# Liste bengalischer Schriftsteller
Liste bengalischer Schriftsteller

## A
- Abdul Kadir
- Abdul Karim Sahitya Bisharad
- Abdullah-Al-Muti
- Abed Chowdhury
- Abu Ishaque
- Abu Rushd
- Abubakar Siddique
- Abujafar Shamsuddin
- Abul Fazal
- Abul Mansur Ahmed
- Humayun Ahmed
- Akkhoykumar Boral
- Al Mahmud
- Alauddin Al-Azad
- S. Wajid Ali
- Anisul Hoque
- Qazi Anwar Hussain
- Anwar Pasha
- Humayun Azad (1947–2004)
- Anita Agnihotri (* 1956)

## B
- Tarun Bhaduri
- Bani Basu (* 1939)
- Chhabi Basu (* 1924)
- Purabi Basu (* 1948)
- Bibhutibhushan Bandyopadhyay
- Tarashankar Bandyopadhyay
- Sharadindu Bandyopadhyay
- Mohammad Barkatullah
- Bashir Al Helal
- Benojir Ahmed
- Sukanta Bhattacharya
- Bibhutibhushan Mukhopadhyay
- Bijon Bhattacharya
- Bimal Kar
- Bipradash Barua
- Bonde Ali Miah
- Bonoful (auch Balaichand Mukhopadhyay, Balaichand Mukherjee, Bonophul, Banaphool)
- Rajsekhar Bose
- Buddhadeb Bosu (1908–1974)

## C
- Bankim Chandra Chattopadhyay (1838–1894)
- Sharat Chandra Chattopadhyay (1876–1938)
- Nirad Chandra Chaudhuri (1897–1999)
- Abdul Gaffar Choudhury
- Pramath Chowdhury

## D
- Dakshinaranjan Mitra Majumdar
- Akshay Kumar Datta
- Lal Behari Dey
- Michael Madhusudan Dutt
- Satyendranath Dutta
- Mahashweta Debi (1926–2016)
- Ashapurna Debi (1909–1995)
- Jyotirmoyee Debi
- Nabaneeta Deb Sen (1938–2019)
- Rajlakshmi Debi (* 1927)
- Alokeranjan Dasgupta (1933–2020)

## E
- Sayid Emdad Ali
- Eyakub Ali Chowdhury

## F
- Farrukh Ahmed
- Sheikh Fazlul Karim

## G
- Narayan Gangopadhyay (1918–1970)
- Sunil Gangopadhyay (1934–2012)
- Subodh Ghosh
- Gobindachandra Das
- Golam Mostofa
- Jagadish Gupta

## H
- Ahsan Habib
- Dilara Hashem (1936–2022)
- Selina Hossain (* 1947)
- Hasan Azizul Huq
- Hasnat Abdul Hye

## I
- Nilima Ibrahim
- Akhtaruzzaman Elias
- Ali Imam
- Imdadul Haq Milon
- Muhammed Zafar Iqbal
- Ishwar Chandra Gupta
- Kazi Nazrul Islam (1899–1976)
- Ismail Hossain Shiraji

## J
- Jasimuddin (1903–1976)
- Jatindranath Sengupta
- Jahanara Imam (1921–1994)

## K
- Humayun Kabir (1906–1969)
- Shahriyar Kabir
- Tipu Kibriya

## L
- Jhumpa Lahiri (* 1967)
- P. Lal (1929–2010)

## M
- Mahbubul Alam
- Binoy Majumdar
- Lila Majumdar (1908–2007)
- Mohitolal Majumdar
- Mani Shankar Mukherjee
- Manik Bandyopadhyay (1908–1956)
- Manju Sarkar
- Mir Mosharraf Hossain
- Narendranath Mitra
- Premendra Mitra
- Mohammad Nurul Huda
- Mokbula Manzoor
- Motaher Hussain Chowdhury
- Dhan Gopal Mukerji
- Bharati Mukherjee (1940–2017)
- Subhas Mukhopadhyay (poet)
- Shirshendu Mukhopadhyay
- Troilokyanath Mukhopadhyay
- Joya Mitra

## N
- Nabinchandra Sen
- Nasreen Jahan (* 1964)
- Taslima Nasrin (* 1962)

## P
- Panna Kaiser
- Provatkumar Mukhopadhyay

## Q
- Qazi Imdadul Haq
- Qazi Mahbub Hussain

## R
- Rabeya Khatun
- Rahat Khan
- Sheikh Abdur Rahim
- Mohammad Lutfur Rahman
- Rizia Rahman
- Shamsur Rahman (1929–2006)
- Rakib Hasan
- Ramendra Sundar Tribedi
- Rashid Haider
- Rashid Karim
- Satyajit Ray (1921–1992)
- Sukumar Ray (1887–1923)
- Upendrakishore Ray (1863–1915)
- Razia Khan
- Annadashankar Roy
- Dilipkumar Roy (1897–1980)
- Kamini Roy
- Ram Mohan Roy (1772–1833)
- Sabitri Roy (1918–1985)
- Hasan Khurshid Rumi

## S
- Moinul Ahsan Saber
- Sulekha Sanyal (1928–1962)
- Sahadat Hussain
- Samaresh Majumdar
- Syed Shamsul Haq
- Sarder Jayenuddin
- Satyen Sen
- Sayed Ali Ahsan
- Syed Mujtaba Ali
- Sayid Sultan
- Achintyakumar Sengupta
- Shahed Ali
- Shahid Akhand
- Shamsuddin Abul Kalam
- A. T. M. Shamsuddin
- Shawkat Ali
- Shawkat Hussain
- Kaliprasanna Singha
- Abdul Mannan Syed
- Mandakranta Sen (* 1972)

## T
- Rabindranath Tagore (1861–1941)

## V
- Ishwar Chandra Vidyasagar (1820–1891)

## W
- Syed Waliullah (1922–1971)